# Hergersdorf
Hergersdorf ist ein Ortsteil der Gemeinde Schwalmtal im mittelhessischen Vogelsbergkreis. Die Trasse der Bahnstrecke Gießen–Fulda führt mitten durch das Dorf und teilt es in zwei Teile.

## Ortsgeschichte

### Mittelalter
Die erste urkundliche Erwähnung von Herigerisdorf stammt aus der Zeit zwischen 750 und 802 und findet sich im Codex Eberhardi. Der Codex selbst wurde um 1160 verfasst und beinhaltet Schenkungen an das Kloster Fulda. So heißt auch in der Ersterwähnung: „... (Rantolf de Wetereiba tradidit in villa Herigisdorf bona sua ...“ Rantolf aus der Wetterau hat im Dorf Herigerisdorf sein Gut übergeben). Bereits hier wird die Siedlungsform villa für Hergersdorf genannt. In den gleichen Zeitraum fällt eine zweite Schenkung: „... proprietatem suam in Herigerestorf ...“ (sein Eigentum im Herigerestorf). 
Urkunden aus dem Spätmittelalter beinhalten thematisch den  Zehnten des Dorfes. Am 13. Mai 1365 verkaufte Eberhard von Linden einen halben Zehnten zu Hergerdorf.
Im Jahre 1398 wird „... eyn czenden zu Hergirsdorff ...“ erwähnt.
Der Ortsname stammt von dem Rufnamen Heriger. Der Ort ist also die „Siedlung des Heriger“.

### Neuzeit
Die Statistisch-topographisch-historische Beschreibung des Großherzogthums Hessen berichtet 1830 über Hergersdorf:

„Hergersdorf (L. Bez. Alsfeld) evangel. Filialdorf; liegt 1 1⁄2 St. von Alsfeld, hat 29 Häuser und 176 evangelische Einwohner, so wie 1 Mühle. Der Boden der Gemarkung dieses Orts ist sehr ergiebig. – Dieser Ort wird gelegenheitlich der Einweihung der Kirche zu Schlitz im Jahr 812 genannt, und kommt unter dem Namen Vuerechenbruxn vor.“

Im Zuge der Gebietsreform in Hessen bildet Hergersdorf zusammen mit weiteren acht zuvor selbständigen Ortschaften seit dem 31. Dezember 1971 die Gemeinde Schwalmtal.

### Verwaltungsgeschichte im Überblick
Die folgende Liste zeigt die Staaten und Verwaltungseinheiten, denen Hergersdorf angehört(e):
- vor 1567: Heiliges Römisches Reich, Landgrafschaft Hessen, Amt Romrod
- ab 1567: Heiliges Römisches Reich, Landgrafschaft Hessen-Marburg, Amt Romrod[12]
- 1604–1648: Heiliges Römisches Reich, strittig zwischen Landgrafschaft Hessen-Darmstadt und Landgrafschaft Hessen-Kassel (Hessenkrieg)
- ab 1604: Heiliges Römisches Reich, Landgrafschaft Hessen-Darmstadt, Oberfürstentum Hessen, Oberamt Alsfeld, Amt Romrod[13]
- ab 1806: Großherzogtum Hessen,[Anm. 2] Fürstentum Oberhessen, Oberamt Alsfeld, Amt Romrod[14][15]
- ab 1815: Großherzogtum Hessen, Provinz Oberhessen, Amt Romrod[16]
- ab 1821: Großherzogtum Hessen, Provinz Oberhessen, Landratsbezirk Romrod[17][Anm. 3]
- ab 1829: Großherzogtum Hessen, Provinz Oberhessen, Landratsbezirk Alsfeld (Amtssitzverlegung)
- ab 1832: Großherzogtum Hessen, Provinz Oberhessen, Kreis Alsfeld
- ab 1848: Großherzogtum Hessen, Regierungsbezirk Alsfeld
- ab 1852: Großherzogtum Hessen, Provinz Oberhessen, Kreis Alsfeld
- ab 1867: Norddeutscher Bund,[Anm. 4] Großherzogtum Hessen, Provinz Oberhessen, Kreis Alsfeld
- ab 1871: Deutsches Reich, Großherzogtum Hessen, Provinz Oberhessen, Kreis Alsfeld
- ab 1918: Deutsches Reich (Weimarer Republik), Volksstaat Hessen, Provinz Oberhessen, Kreis Alsfeld
- ab 1938: Deutsches Reich, Volksstaat Hessen, Landkreis Alsfeld[18][Anm. 5]
- ab 1945: Amerikanische Besatzungszone,[Anm. 6] Groß-Hessen, Regierungsbezirk Darmstadt, Landkreis Alsfeld
- ab 1946: Amerikanische Besatzungszone, Hessen, Regierungsbezirk Darmstadt, Landkreis Alsfeld
- ab 1949: Bundesrepublik Deutschland, Hessen, Regierungsbezirk Darmstadt, Landkreis Alsfeld
- ab 1972: Bundesrepublik Deutschland, Hessen, Regierungsbezirk Darmstadt, Vogelsbergkreis, Gemeinde Schwalmtal
- ab 1981: Bundesrepublik Deutschland, Hessen, Regierungsbezirk Gießen, Vogelsbergkreis, Gemeinde Schwalmtal

### Gerichtszugehörigkeit seit 1803
In der Landgrafschaft Hessen-Darmstadt wurde mit Ausführungsverordnung vom 9. Dezember 1803 das Gerichtswesen neu organisiert. Für das Fürstentum Oberhessen (ab 1815 Provinz Oberhessen) wurde das „Hofgericht Gießen“ eingerichtet. Es war für normale bürgerliche Streitsachen Gericht der zweiten Instanz, für standesherrliche Familienrechtssachen und Kriminalfälle die erste Instanz. Übergeordnet war das Oberappellationsgericht Darmstadt. Die Rechtsprechung der ersten Instanz wurde durch die Ämter bzw. Standesherren vorgenommen und somit für Hergersdorf durch das Amt Romrod. Nach der Gründung des Großherzogtums Hessen 1806 wurden die Aufgaben der ersten Instanz 1821 im Rahmen der Trennung von Rechtsprechung und Verwaltung auf die neu geschaffenen Landgerichte übertragen. „Landgericht Alsfeld“ war daher von 1821 bis 1879 die Bezeichnung für das erstinstanzliche Gericht in Alsfeld, das heutige Amtsgericht, das für Hergersdorf zuständig war.
Anlässlich der Einführung des Gerichtsverfassungsgesetzes mit Wirkung vom 1. Oktober 1879, infolge derer die bisherigen großherzoglichen Landgerichte durch Amtsgerichte an gleicher Stelle ersetzt wurden, während die neu geschaffenen Landgerichte nun als Obergerichte fungierten, kam es zur Umbenennung in Amtsgericht Alsfeld und Zuteilung zum Bezirk des Landgerichts Gießen.

## Bevölkerung
Einwohnerstruktur 2011
Nach den Erhebungen des Zensus 2011 lebten am Stichtag dem 9. Mai 2011 in Hergersdorf 168 Einwohner. Darunter waren 3 (1,8 %) Ausländer.
Nach dem Lebensalter waren 30 Einwohner unter 18 Jahren, 63 zwischen 18 und 49, 42 zwischen 50 und 64 und 33 Einwohner waren älter.
Die Einwohner lebten in 66 Haushalten. Davon waren 15 Singlehaushalte, 15 Paare ohne Kinder und 24 Paare mit Kindern, sowie 9 Alleinerziehende und 3 Wohngemeinschaften. In 9 Haushalten lebten ausschließlich Senioren und in 42 Haushaltungen lebten keine Senioren.
Einwohnerentwicklung
| • 1791: | 133 Einwohner            |
| • 1800: | 139 Einwohner            |
| • 1806: | 137 Einwohner, 27 Häuser |
| • 1829: | 176 Einwohner, 29 Häuser |
| • 1867: | 210 Einwohner, 31 Häuser |

| Hergersdorf: Einwohnerzahlen von 1791 bis 2015 | Hergersdorf: Einwohnerzahlen von 1791 bis 2015 | Hergersdorf: Einwohnerzahlen von 1791 bis 2015 | Hergersdorf: Einwohnerzahlen von 1791 bis 2015 | Hergersdorf: Einwohnerzahlen von 1791 bis 2015 |
| --- | ---------------------------------------------- | ---------------------------------------------- | ---------------------------------------------- | ---------------------------------------------- |
| Jahr |                                                |                                                |                                                | Einwohner                                      |
| 1791 | 1791                                           |                                                | 133                                            | 133                                            |
| 1800 | 1800                                           |                                                | 139                                            | 139                                            |
| 1806 | 1806                                           |                                                | 137                                            | 137                                            |
| 1829 | 1829                                           |                                                | 176                                            | 176                                            |
| 1834 | 1834                                           |                                                | 189                                            | 189                                            |
| 1840 | 1840                                           |                                                | 203                                            | 203                                            |
| 1846 | 1846                                           |                                                | 210                                            | 210                                            |
| 1852 | 1852                                           |                                                | 194                                            | 194                                            |
| 1858 | 1858                                           |                                                | 194                                            | 194                                            |
| 1864 | 1864                                           |                                                | 210                                            | 210                                            |
| 1871 | 1871                                           |                                                | 231                                            | 231                                            |
| 1875 | 1875                                           |                                                | 229                                            | 229                                            |
| 1885 | 1885                                           |                                                | 221                                            | 221                                            |
| 1895 | 1895                                           |                                                | 216                                            | 216                                            |
| 1905 | 1905                                           |                                                | 228                                            | 228                                            |
| 1910 | 1910                                           |                                                | 198                                            | 198                                            |
| 1925 | 1925                                           |                                                | 181                                            | 181                                            |
| 1939 | 1939                                           |                                                | 181                                            | 181                                            |
| 1946 | 1946                                           |                                                | 242                                            | 242                                            |
| 1950 | 1950                                           |                                                | 261                                            | 261                                            |
| 1956 | 1956                                           |                                                | 213                                            | 213                                            |
| 1961 | 1961                                           |                                                | 210                                            | 210                                            |
| 1967 | 1967                                           |                                                | 209                                            | 209                                            |
| 1970 | 1970                                           |                                                | 199                                            | 199                                            |
| 1980 | 1980                                           |                                                | ?                                              | ?                                              |
| 1990 | 1990                                           |                                                | ?                                              | ?                                              |
| 2000 | 2000                                           |                                                | ?                                              | ?                                              |
| 2005 | 2005                                           |                                                | 191                                            | 191                                            |
| 2010 | 2010                                           |                                                | 164                                            | 164                                            |
| 2011 | 2011                                           |                                                | 168                                            | 168                                            |
| 2015 | 2015                                           |                                                | 158                                            | 158                                            |
| Datenquelle: Historisches Gemeindeverzeichnis für Hessen: Die Bevölkerung der Gemeinden 1834 bis 1967. Wiesbaden: Hessisches Statistisches Landesamt, 1968. Weitere Quellen: ; Gemeinde Schwalmtal (aus Webarchiv):; Zensus 2011 |                                                |                                                |                                                |                                                |

Historische Religionszugehörigkeit
| • 1829: | 176 evangelische (= 100 %) Einwohner                               |
| • 1961: | 186 evangelische (= 88,57 %), 24 katholische (= 11,43 %) Einwohner |

## Politik
Ortsvorsteher ist Johannes Kröll.

## Kultur und Sehenswürdigkeiten
- Die evangelische Fachwerkkirche aus dem Jahr 1770 wurde abgerissen, eine neue errichtet.
- Die Heilige Eiche steht im Gebiet Birkenschlag.
- Im ehemaligen Schulgebäude befindet sich das Dorfgemeinschaftshaus des Ortes.